# Архангело-Михайловский монастырь (Лозовая)
Свято-Архангело-Михайловский монастырь (укр. Свято-Архангело-Михайлівський монастир) — женский православный монастырь в Харьковской епархии. Престольный праздник — Собор Архистратига Михаила (21 ноября).
В 1897 году в селе Светловщина близ города Лозовая был основан Трехсвятительский женский монастырь. После революции 1917 года [когда?]

 в начале 1920-х годов обитель была закрыта.
Возрождение монастыря началось в 1990-х годах. 22 апреля 1997 года обители было передано полуразрушенное здание бывшего ДК Железнодорожников в Лозовой, которое было перестроено под монастырские келии.
22 марта 1998 года митрополитом Харьковским и Богодуховским Никодимом (Руснак) совершено освящение Свято-Архангело-Михайловского монастырского храма.

## Настоятельницы
- Нектария (Булякова) (12 марта 1998 — ?)
- Агриппина (Дворниченко)
- Параскева (Литвинова) (с 14 мая 2004)